# Luis García Bañuelos
Luis Arcadio García Bañuelos (Mazatlán, 25 marzo 1993) è un calciatore messicano, attaccante del Puebla.

## Carriera
Cresciuto nel settore giovanile del Pachuca, ha esordito in prima squadra il 27 febbraio 2011 disputando l'incontro di Primera División pareggiato 0-0 contro il San Luis.

## Statistiche

### Presenze e reti nei club
Statistiche aggiornate all'8 aprile 2022.
| Stagione        | Squadra         | Campionato      | Campionato | Campionato | Coppe nazionali | Coppe nazionali | Coppe nazionali | Coppe continentali | Coppe continentali | Coppe continentali | Altre coppe | Altre coppe | Altre coppe | Totale | Totale |
| Stagione        | Squadra         | Comp            | Pres       | Reti       | Comp            | Pres            | Reti            | Comp               | Pres               | Reti               | Comp        | Pres        | Reti        | Pres   | Reti   |
| --------------- | --------------- | --------------- | ---------- | ---------- | --------------- | --------------- | --------------- | ------------------ | ------------------ | ------------------ | ----------- | ----------- | ----------- | ------ | ------ |
| feb.-mar. 2011  | Pachuca         | PD              | 3          | 0          |                 | -               | -               |                    | -                  | -                  |             | -           | -           | 3      | 0      |
| 2011-2012       | Pachuca         | PD              | 1          | 0          |                 | -               | -               |                    | -                  | -                  |             | -           | -           | 1      | 0      |
| 2016-2017       | Murciélagos     | AM              | 13         | 0          | CM              | 3               | 0               |                    | -                  | -                  |             | -           | -           | 16     | 0      |
| 2019-gen. 2020  | Loros           | AM              | 13         | 2          | CM              | -               | -               |                    | -                  | -                  |             | -           | -           | 13     | 2      |
| gen.-giu. 2020  | Oaxaca          | AM              | 6          | 0          | CM              | -               | -               |                    | -                  | -                  |             | -           | -           | 6      | 0      |
| 2020-2021       | Atlante         | LE              | 38         | 8          |                 | -               | -               |                    | -                  | -                  |             | -           | -           | 38     | 8      |
| 2021-2022       | Necaxa          | LM              | 22         | 4          |                 | -               | -               |                    | -                  | -                  |             | -           | -           | 22     | 4      |
| Totale carriera | Totale carriera | Totale carriera | 96         | 14         |                 | 3               | 0               |                    | -                  | -                  |             | -           | -           | 99     | 14     |